# Santuario de Cibeles (Ilión)
El Santuario de Cibeles fue un antiguo santuario griego en Ilión, Anatolia, Turquía. Sus ruinas forman parte del yacimiento arqueológico de la antigua Troya, declarado Patrimonio de la Humanidad por la Unesco.

## Historia
El complejo de edificios conocido como santuario de Cibeles data de la época de Troya VIII, el inicio del periodo arcaico de la ciudad, entre el 700 y el 500 a. C., posiblemente hacia 700-675 a. C.

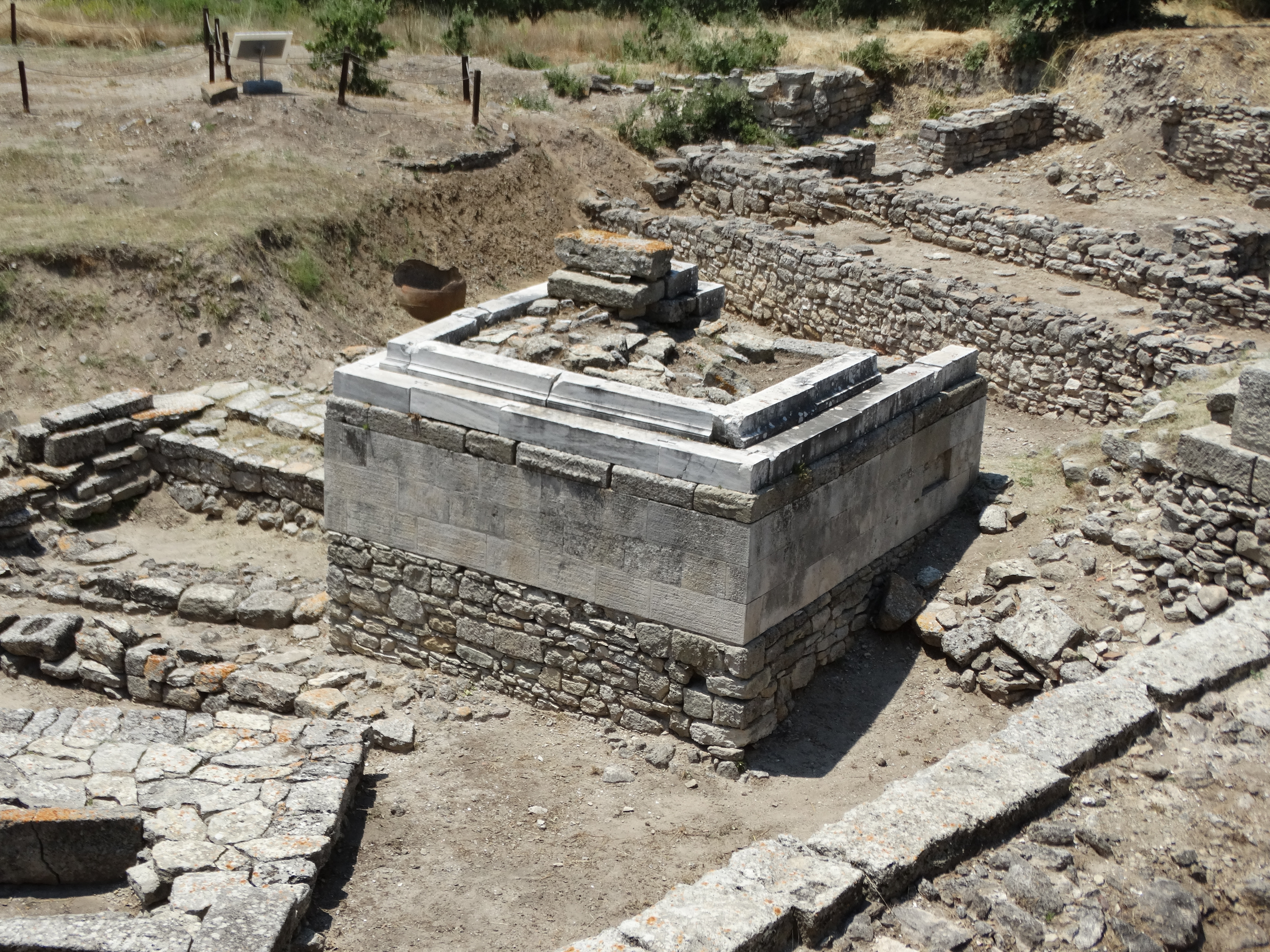
Restos del gran altar del santuario.

Durante su larga historia, el santuario sufrió varias modificaciones. Algunas datan de los años 200 y 100 a. C. Fue destruido en el año 85 a. C. Cayo Flavio Fimbria conquistó Ilión. Más tarde, durante el período romano, la época de Troya IX de la ciudad bajo el emperador Augusto, el santuario fue reconstruido y ampliado.

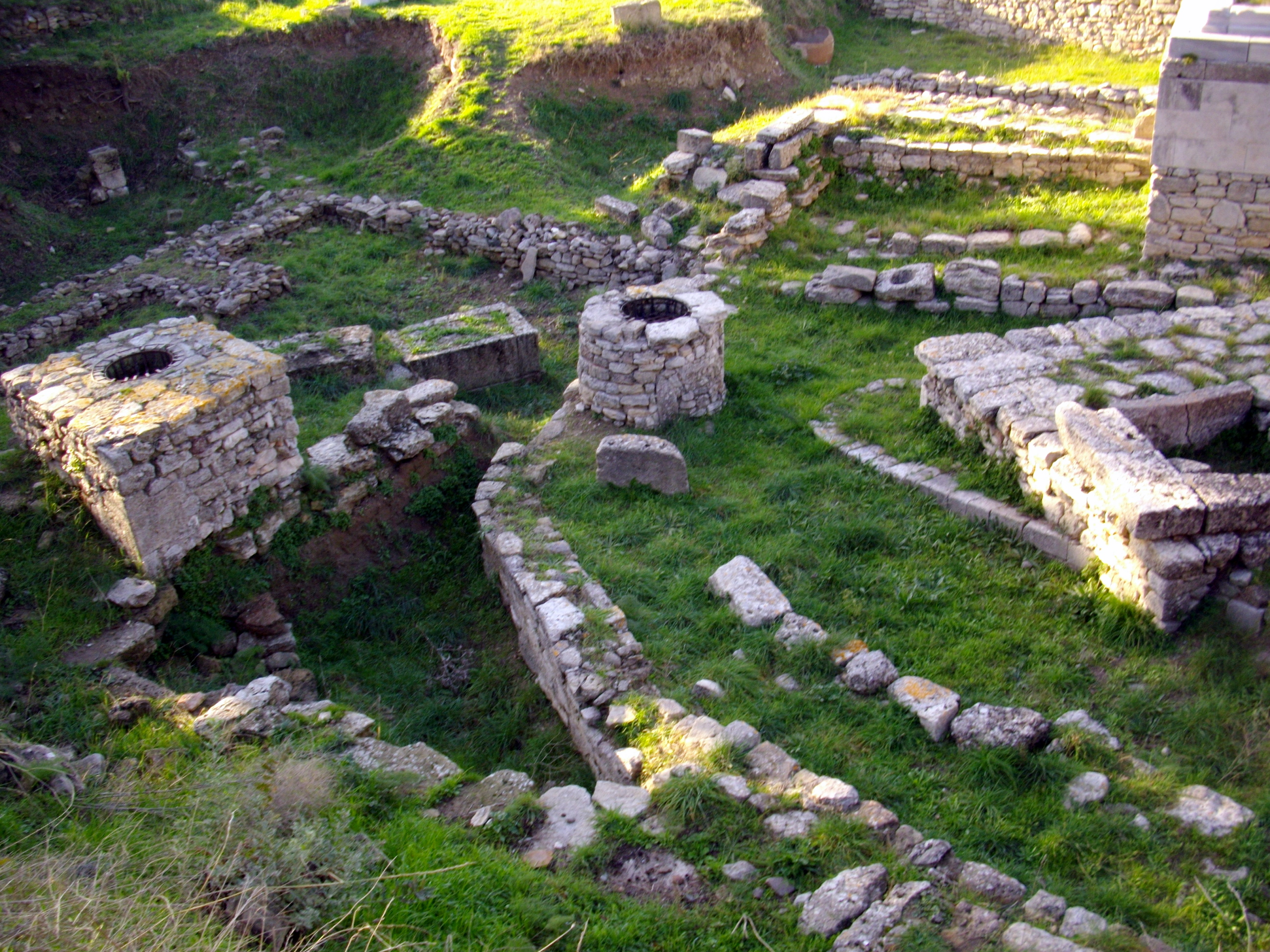
Ruinas del santuario.

Se cree que el santuario estaba dedicado a los dioses de Samotracia, entre ellos Cibeles y Dárdano. Durante la época romana, los dioses de Samotracia se asociaron con los penates de la Eneida, o espíritus guardianes, vinculando así Ilión, o Troya, Samotracia y Roma en la mitología.

## Descripción
El santuario estaba situado en la parte suroeste de la colina de las ciudades de Ilión y Troya. Se construyó adosado a la muralla de Troya VI. También se han excavado restos de las ciudades de Troya VI y Troya VII de los años 1300 a 1100 a. C.
El santuario constaba de una zona inferior y otra superior, con varios altares y santuarios para sacrificios, y posteriormente templos. En su fase más extensa, la parte sur del santuario contenía dos templos situados uno al lado del otro. Se han reconstruido como templos próstilos, con seis columnas en el pórtico de uno y ocho en el del otro. 
Los muros que rodeaban los recintos (santuarios inferior y superior) tenían unos cuatro metros de altura, lo que indica el carácter secreto de las ceremonias que allí se celebraban. Durante el mandato de Augusto, se construyó en el lugar un gran altar. Entre este y los templos había un espacio escalonado para las ceremonias religiosas.
En el recinto del santuario se han encontrado numerosas estatuas de Cibeles y Deméter, por lo que se cree que  estaba dedicada no solo a Cibeles, sino también a la Deméter griega que se asociaba con ella.